# Экономика дара

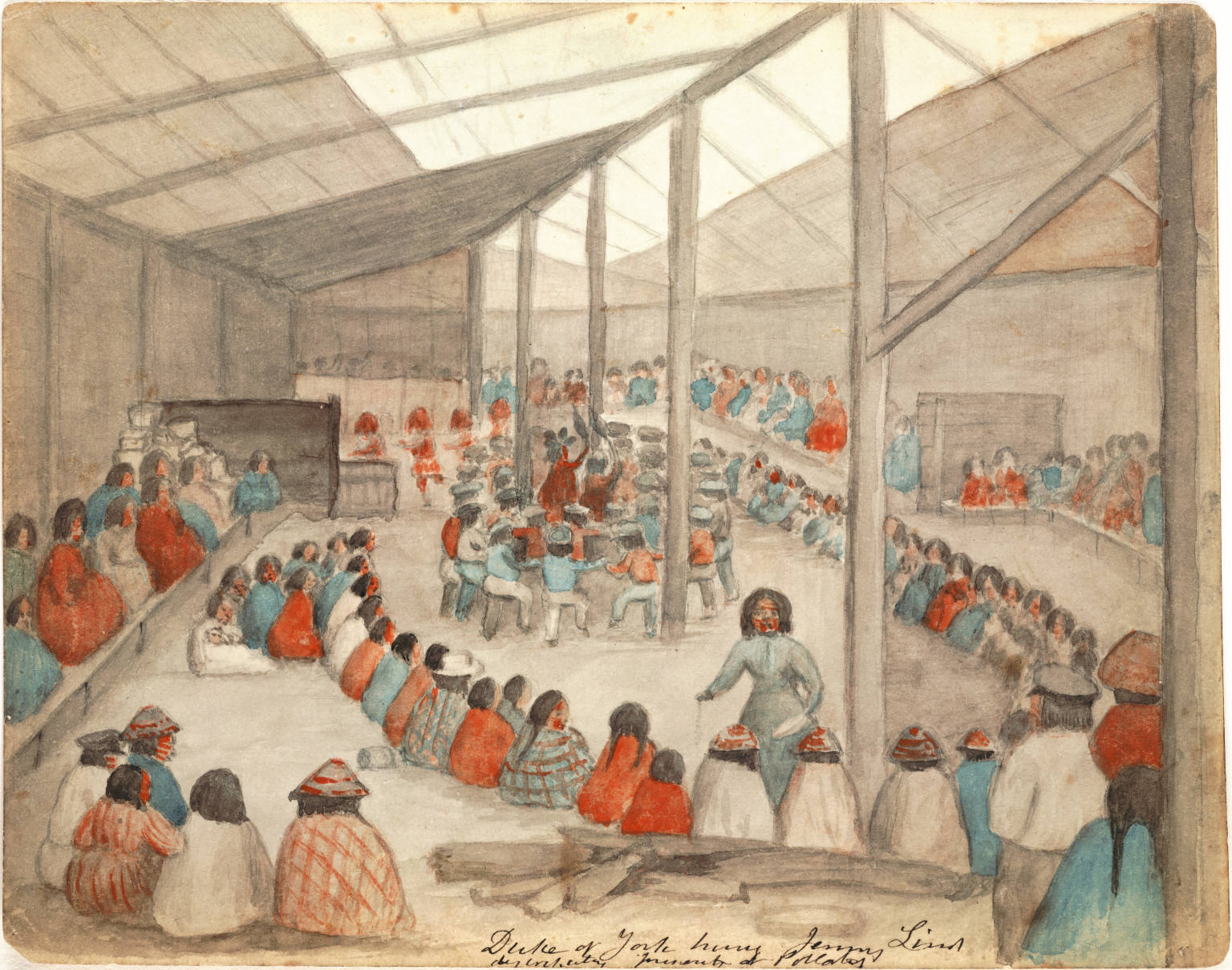
Джеймс Джи. Свон изображает индейцев племени клаллам в Порт-Таунсенде во время церемонии потлач. Акварель.

Экономика дара, или экономика дарения (англ. Gift economy), дарономика, безвозмездная экономическая система — система общественного устройства, при которой ценные товары и услуги регулярно передаются без каких-либо конкретных договорённостей о немедленной или будущей награде (то есть отсутствует обмен, нет требования «услуга за услугу»). В идеале регулярные дары (акты дарения) создают постоянную циркуляцию и перераспределение ценностей в обществе.
Организация экономики дарения существенно отличается от бартерной и рыночной экономики. Вместо фиксированного обмена товарами или услугами на деньги или другие товары (услуги) в экономике дара обмен происходит посредством личного определения ценности получаемого блага.
Экономики дара были распространены до появления рыночной экономики, но постепенно исчезли, когда общество стало более сложным. Некоторые элементы такой экономики сохранились до настоящего времени, но в наши дни ни одно общество не функционирует как экономика дарения. Элементы общества дарения в настоящее время чаще всего встречаются в виде религиозных даров и в обществе информационных технологий.
Традиция научного исследования является примером культуры дарения. Учёный публикует результаты своих исследований, тем самым предоставляя другим исследователям возможность использовать публикации в своих трудах. Чем больше других авторов ссылается на работу учёного, тем больше его престиж и авторитет в глазах сообщества, что приводит к повышению вероятности получения исследовательских грантов. Кроме того, все учёные используют растущую базу знаний.
Сообщество свободного программного обеспечения имеет корни в хакерской культуре и также может быть примером культуры дарения. Программисты предоставляют исходный код сообществу с той целью, чтобы каждый мог изменить и улучшить его. Индивидуальные программисты таким образом могут завоевать авторитет, а всё сообщество выиграет от улучшения программного обеспечения.
Анархисты также используют принципы дарения в своей культуре. Продукты часто жертвуются и распространяются свободно.
Культура дарения может сосуществовать с плановой, рыночной и бартерной экономикой.

## История
Вопреки распространенному мнению, нет никаких доказательств того, что общество опиралось прежде всего на бартер, до того как начало использовать деньги для торговли. На самом деле, неденежные общества действовали в значительной степени по принципам экономики дарения и долга. В то же время бартерные отношения возникали, как правило, между незнакомцами или потенциальными врагами.
Льюис Хайд обнаруживает происхождение экономики дарения в обмене пищей, приводя в качестве примера то, как жители островов Тробриан называли подарок в Круге Кула «пищей, которую мы не можем есть», хотя этот подарок был не пищей, а украшением, изготовленным специально для передачи в качестве подарка. Фестиваль Потлач также зародился как «большое кормление». Хайд утверждает, что во многих обществах это привело к понятию дара как чего-то, что должно «погибнуть».
Антрополог Маршалл Салинс пишет, что экономическая система в Каменном веке была по своему характеру экономикой дарения и изобилия, а не дефицита, несмотря на современные представления читателей о её объективной бедности.
С появлением городов-государств существование денег стало необходимостью, и экономика дарения была заменена экономикой на основе товарно-денежных отношений.

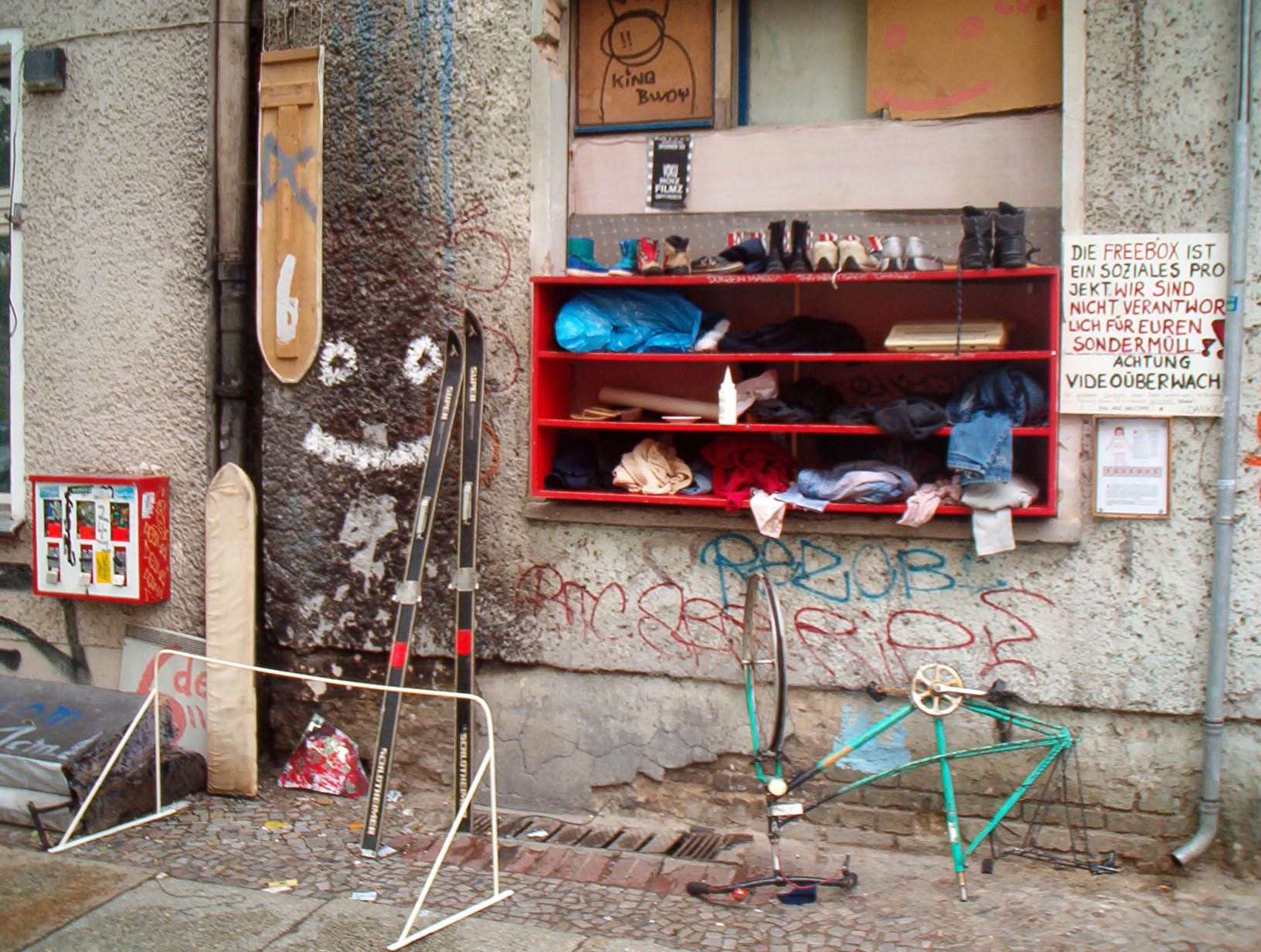
Freebox в Берлине, Германия 2005, выступает в качестве центра распределения бесплатных даров.

## Характеристика
Чаще всего для экономики дарения требуется, чтобы обмен подарками был большим, чем просто взаимный обмен между двумя людьми. Например, в кашмирской сказке рассказывается о двух женщинах-браминах, которые пытались выполнять свои обязательства давать милостыню, просто передавая подаяние туда и обратно друг другу. После смерти они превратились в два отравленных колодца, из которых никто не мог пить, что отражает бесплодие этого жалкого подобия благотворительности. Явление расширения круга дарения можно также наблюдать в обществах, где охотники отдают животных священникам для пожертвования их части божеству (ожидается, что взамен оно даст обильную охоту). Охотники не жертвуют самих себя божеству.
Многие общества имеют строгие запреты перехода подарков в торговлю или товарный капитал. Антрополог Джеймс Венди пишет, что среди народа удук в северо-восточной Африке существует стойкий обычай, в котором любой подарок, который пересекает межродовые границы, должен быть потреблён, а не сохранён. Например, подаренное животное должно быть съедено и не идёт на развод потомства. Однако, как в примере тробрианской повязки и ожерелья, эта «гибель» не обязательно должна состоять из потребления как такового, вместо этого дар может передаваться дальше. В других обществах принято предоставлять ответный подарок либо непосредственно в обмен, либо третьей стороне. Предосудительно сохранять дар и не давать ничего другому. Хайд замечает: «В народных сказках человек, который пытается удержать подарок, обычно умирает».

## Примеры

### Общество

#### Океания
Тихоокеанские островные общества до девятнадцатого века были, по существу, экономиками дарения. На сегодняшний день такая практика по-прежнему присутствует в некоторых частях Тихоокеанского региона — например, на некоторых отдаленных островах Кука. В Токелау, несмотря на постепенный приход рыночной экономики, форма экономики дарения по-прежнему сохраняется в практике инати — строгом уравнительном распределении всех продовольственных ресурсов на каждом атолле. На острове Анута всё ещё существует экономика дарения под названием «Aropa».

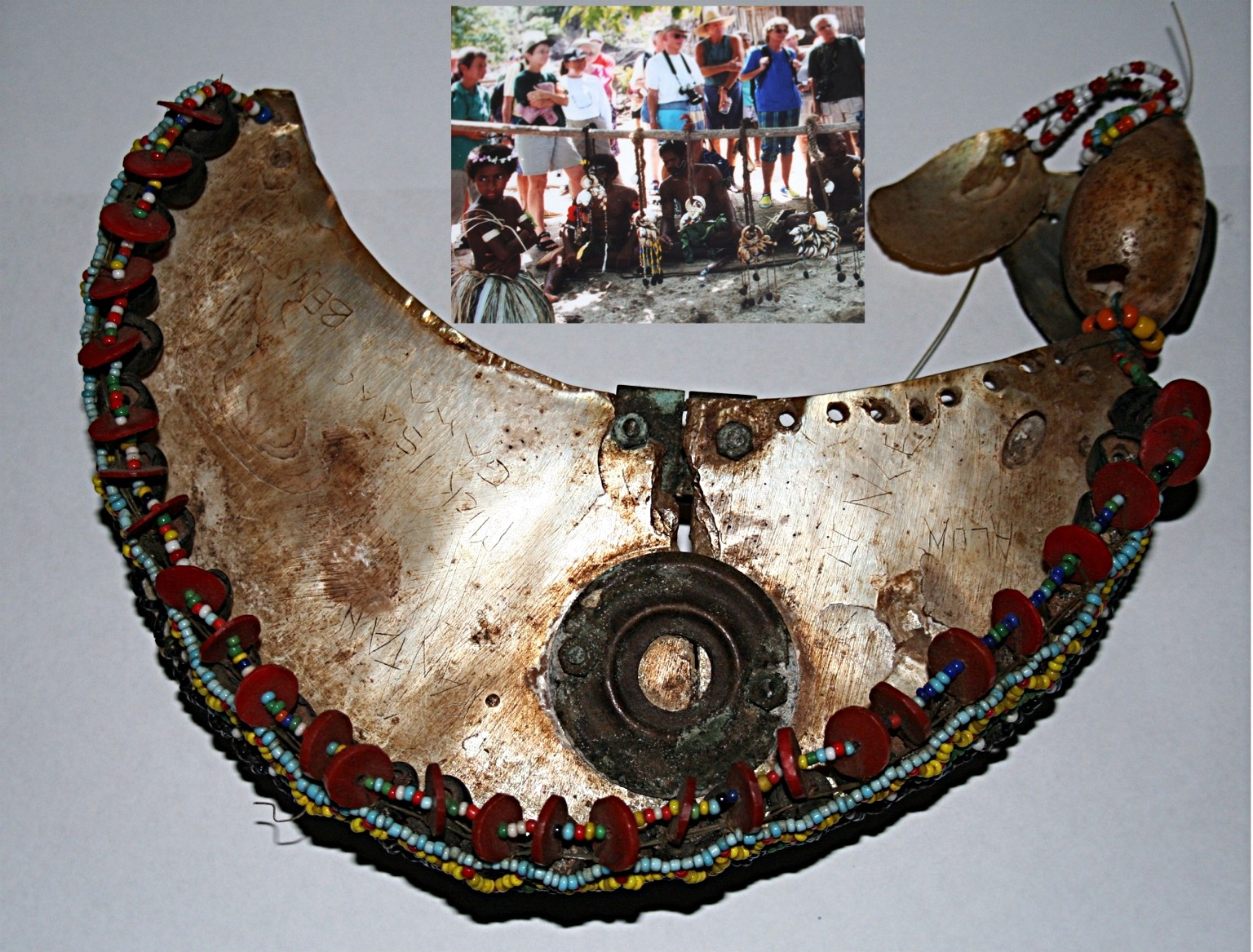
Фотография ожерелья, участвующего в взаимном церемониальном обмене Кула.

В Папуа-Новой Гвинее по сей день существует Круг Кула, а также другие системы обмена, такие как обмен Мока.
Значительная часть диаспоры тихоокеанских островитян, живущих в Новой Зеландии, Австралии и США, до сих пор сохраняют отношения, характерные для экономики дарения. Несмотря на то, что они оказываются вовлечены в рыночную экономику этих стран, некоторые из них стремятся сохранить основы экономики дарения, такие как взаимные денежные подарки или денежные переводы на родину.

#### Индейцы
Североамериканские индейцы, жившие на Северо-Западе у тихоокеанского побережья (в первую очередь квакиутл), практиковали ритуал потлач, в котором вожди отдают большое количество товаров своим подданным для усиления групповых связей. Принося в жертву накопленные богатства, лидер получал почёт среди народа, а также бросал вызов своему сопернику, ответить на который можно было новым потлачем, более щедрым, чем первый.

#### Мексика
У племени тараумара на северо-западе Мексики существует обычай под называнием корима (kórima). Обычай гласит, что долг каждого — делиться своим богатством с другим.

#### Испания
В 1930-х годах испанские анархо-коммунисты, находившиеся среди деревенских жителей, пытались минимизировать денежные отношения, поддерживая экономику дарения. Товары и услуги производились работниками и распределялись в общественных магазинах, в которых каждый (в том числе сами работники, производящие их) имел полное право получать то, что он хочет или в чём нуждается, в качестве оплаты за произведённые им товары и услуги.

#### Burning Man
«Burning Man» («Горящий человек») — ежегодное восьмидневное событие в мире искусства, проводимое в пустыне Блэк-Рок на севере штата Невада в США. Сами организаторы определяют событие как эксперимент по созданию сообщества радикального самовыражения, при этом полностью полагающегося только на себя (англ. radical self-expression, and radical self-reliance). Торговля на событии находится вне закона (за исключением продажи льда, кофе, и билетов на само мероприятие), всячески поощряется дарение. Дарение является одним из десяти ключевых принципов фестиваля. Участникам события предлагается руководствоваться принципами экономики дарения как во время фестиваля, так и в остальное время. О практике дарения на Burning Man рассказывается в документальном фильме 2002 года «Gifting It: A Burning Embrace of Gift Economy».

### Экономика информационного дарения
Так как информация способна распространяться практически без финансовых затрат и при этом увеличивать свою ценность, она идеально подходит для экономики дарения.

#### Наука
Традиционное научное исследование можно считать частью информационной экономики дарения. Ученые проводят исследовательские работы и публикуют их результаты через журналы и конференции (хотя доступ к самим журналам может быть дорогим), а другие ученые могут свободно ссылаться на такие источники. Таким образом, все учёные, имеющие доступ к этим журналам, получают пользу от увеличения объёма знаний. Сами авторы не имеют прямой выгоды от публикации собственной работы, но повышают свою репутацию в научном мире. Отказ от ссылки на работы оригинальных авторов (что лишает их должной репутации) считается неприличным поведением.

#### Файлообмен
С помощью файлообменных сетей любой пользователь, используя поиск, может найти на компьютере любого другого пользователя те ресурсы, которые тот выложил в свободный доступ, и бесплатно скачать их. А так как количество пользователей таких файлообменных программ исчисляется сотнями тысяч, а иногда даже миллионами, пользователь скорее всего найдёт нужный ему файл.
Маркус Гислер в своей этнографической работе «Системы потребительских даров» («Consumer Gift Systems») характеризует загрузку музыки как систему социальной солидарности, основанную на свободной передаче.

#### Программы с открытым кодом
Известный хакер и программист Эрик Раймонд в своей книге «Заселяя ноосферу» отмечает, что разработчики свободного программного обеспечения с открытым кодом создали «культуру дарения», участники которой соревнуются за престиж, вкладывая своё личное время, энергию и творчество. Однако престиж не является единственным стимулом для дарения кода. Социологическое исследование среди участников сообщества Fedora, проведённое в Университете Северного Техаса в 2010-11 годах, показало, что основной причиной своего участия они называют «удовольствие от обучения и сотрудничества с интересными и умными людьми». Мотивация на личную выгоду и карьерный рост встречалась гораздо реже. Типичным ответом среди опрошенных было что-то вроде: «в принципе, я помогаю для того, чтобы самому с ней работать» и «у программистов просто „руки чешутся“».
Члены сообщества Linux часто называют свою деятельность экономикой дарения. Debian — наиболее известный дистрибутив операционной системы GNU/Linux предлагает для скачивания более 35 000 бесплатных программных пакетов с открытым исходным кодом.

#### Википедия
Свободная онлайн-энциклопедия Википедия содержит миллионы статей, и почти ни один из её многочисленных авторов и редакторов непосредственно не получает материального вознаграждения.

### Бизнес

#### Сделки со свободной ценой
Система оплаты по принципу «плати, сколько считаешь нужным» (англ. Pay what you want) также основана на принципах экономики дарения. В отсутствие фиксированной цены получатель имеет возможность самостоятельно определить ценность полученного блага и отблагодарить дающего в соответствии со своими возможностями.

## Социальные теории
Существуют различные социальные теории, характеризующие экономику дарения. Некоторые считают дарение формой взаимного альтруизма. Другие заявляют, что в обмен на дары приобретается социальный статус. Также полагают, что таким образом происходит сознательное поддержание эгалитарных отношений внутри группы. Например, среди некоторых охотников-собирателей обмен добытой пищей является гарантией для любого человека от неудачи в его ежедневной добыче. Этот обычай, возможно, отражает заботу о благополучии других и может служить неформальной формой страхования, или приносит социальный статус и прочие преимущества.

### Хайд
Льюис Хайд в своей известной книге «Дар. Как творческий дух преображает мир» (The Gift: Creativity and the Artist in the Modern World) показывает, что традиционная экономика дарения основана на «обязательстве давать, обязательстве принимать, а также на обязательстве отвечать взаимностью», что несёт в себе «одновременно экономический, юридический, моральный, эстетический, религиозный и мифологический смысл». Он описывает дух экономики дарения (и её отличие от рыночной экономики) следующим образом:
В противоположность «индейцу-дарителю» ставится «белокожий хранитель»... Всё полученное предполагается отдавать не сохраняя. И если что-то сохраняется, то что-то, имеющее равную ценность, должно уходить... Дар может быть возвращён своему первоначальному дарителю, но это не обязательно... Самое главное: дар должен постоянно двигаться.
Хайд также утверждает, что есть разница между «истинным» даром в знак благодарности, и «ложным» даром, сделанным только лишь из обязательств. По мнению Хайда, «истинный» (бескорыстный) дар создаёт связь, выходящую за пределы любой товарной сделки, но «мы не можем стать по-настоящему связанными с тем, кто даёт нам ложные подарки».
По утверждению Хайда, когда экономика, основанная главным образом на принципе дарения, превращается в товарную экономику, «социальная структура сообщества неизменно распадается». Подобно запрету на превращение даров в капитал, есть запреты на отношение к обмену подарками как к бартеру. Среди жителей Тробрианских островов, например, превращение Круга Кула в бартер считается позором. Хайд пишет, что в принципе все коммерческие товары могут стать подарками, но когда дары становятся товарами, дар «…либо перестаёт быть подарком, либо теряет свои пределы… Сделки с сердцем находятся вне рамок закона, и когда такие сделки нисходят до узаконенных правоотношений, круг дарения сужается».

### Мосс
Социолог Марсель Мосс утверждает, что дар всегда влечёт за собой обязательство и никогда не является «свободным». По словам Мосса, какой бы привлекательной ни казалась экономика дарения, люди не всегда хотят быть запутаны в паутине обязательств. «Дар, который ещё не оплачен, унижает человека, который принимает его», что доказывает опыт, через который проходят молодые люди, пытающиеся начать самостоятельную жизнь и решающие не принимать больше денег или подарков от своих родителей. Как пишет Хайд: «Есть моменты, когда хочется побыть чужаками и незнакомцами». Хотелось бы иметь возможность пойти в магазин за углом, купить баночку супа, и чтобы продавец магазина не вмешивался в наши дела, а мы в его. Приятнее путешествовать на самолёте, не беспокоясь о том, какие у нас отношения с пилотом. Дары создают «чувственную связь», а товарный обмен — нет.

### Батай

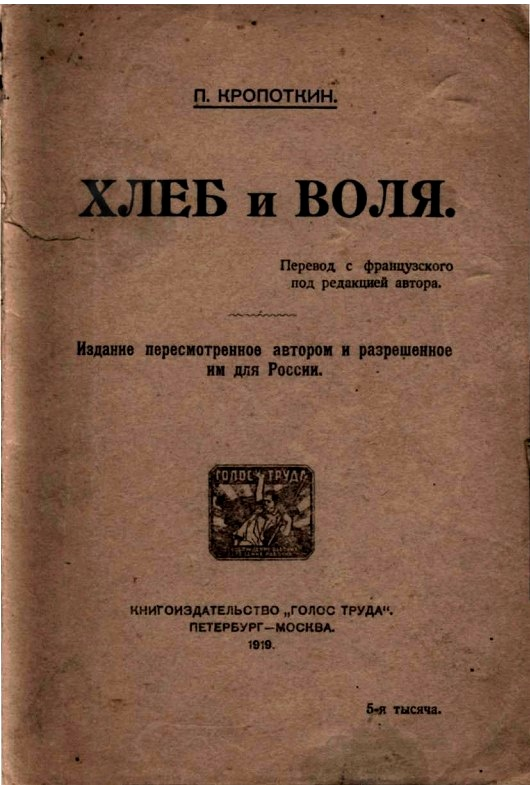
Книга Кропоткина Хлеб и воля описывает экономическую систему, основанную на взаимопомощи и добровольном сотрудничестве.

Французский писатель Жорж Батай в своей книге «Проклятая доля» (La Part maudite) использовал аргументацию Мосса, для того чтобы построить теорию экономики. На его взгляд, структура дарения является исходной предпосылкой для всей возможной экономики. Особенно заинтересовавшись традицией потлача, описанной Моссом, Батай утверждает, что её антагонистический характер обязывает получателя подарка подтверждать подчинение, а структура даров может приводить к практике, которая определяет различные роли для участвующих в ней сторон, таким образом, устанавливая в акте пожертвования гегелевский диполь[неизвестный термин] ведущего и ведомого.

### Кропоткин
Анархисты, в частности, анархо-примитивисты и анархо-коммунисты, считают, что экономика дарения в её вариациях может стать ключом к выходу из порочного круга бедности. Поэтому они желают распространить экономику дарения на всё общество. Анархо-коммунисты отстаивают идеал экономики дарения, лишённой денег, рынков и централизованного планирования. По крайней мере, эта точка зрения приписывается Петру Кропоткину, который видел в племенах охотников-собирателей парадигму «взаимной помощи».
Кропоткин утверждал, что взаимная выгода является более сильным стимулом, чем взаимные распри, что ведёт к повышению личной производительности и, в конечном счете, это более эффективно для коллектива в долгосрочной перспективе. В основе экономики дарения делается упор на концепцию увеличения индивидуальных человеческих возможностей и его средств производства, которые затем (теоретически) повышают способность общества отвечать взаимностью на дары отдельного человека.

### Белл
Экономист Дюран Белл утверждает, что обмен в экономике дарения отличается от простого товарного обмена тем, что он главным образом используется для построения социальных отношений. Подарки между людьми или между группами помогают строить отношения, что позволяет людям работать вместе. Щедрость подарка повышает престиж человека и его социальное положение. Различия в социальном ранге определяются не доступом к товарам, а «способностью давать другим; желание накапливать рассматривается как признак слабости».

## Дальнейшее чтение
- Маршалл Салинс. Stone Age Economics (неопр.). — Chicago: Aldine Transaction[англ.], 1972. — ISBN 978-0-202-01099-1.